# フラットパネルディテクター
フラットパネルディテクターとはX線用のデジタルカメラであるコンピュータX線撮影に用いられる撮像素子である。医療関連のみならず、非破壊検査の一環として放射線透過検査や化石等の地質学調査や美術品の真贋調査や科学捜査や考古学上の遺物の調査等にも使用される。

## 概要
かねてより医療用、工業用のレントゲン写真の撮影時には銀塩フィルムが使用されてきた。しかし、1980年のハント兄弟による買占めによる銀の木曜日による銀相場高騰（シルバーショック）により、レントゲン写真用のフィルムの原料である銀の相場が高騰し、原価割れに陥った。幸い、投機的な相場は比較的短期間で収束したものの、写真感光材料メーカー各社は脱銀化にむけた研究、開発を加速した。
工業用のX線撮影では被ばく線量の基準が緩いので電子写真式の撮影が有効だったが、人体に適用するには被ばく線量が多く、また、コンピュータの処理能力が限られていた1980年代から1990年代には撮像によって得られた大量のデータを一括処理する機構がまだ不十分だった。そこで輝尽性蛍光体を利用してX線で撮像したデータを撮像後に読み取る方法が開発された。その後、1980年代から1990年代にかけてこの方式が普及したが、徐々にコンピュータの処理能力が向上したことにより2000年代以降はアモルファスセレンと薄膜トランジスタ（TFT）アレイを用いたフラットパネルディテクター（FPD）が普及しつつある。

## 構造
基本的にはCMOSイメージセンサの大型版といえる構造でX線を直接電気信号に変換する直接変換方式と硫酸ガドリニウムやヨウ化セシウムなどの蛍光体(シンチレータ)を入射したX線で励起して発生した光をフォトダイオードで電荷として取得する間接変換方式がある。直接変換方式ではX線の検出に適したアモルファスセレンが使用される。間接変換方式では光の散乱による画像劣化（空間分解能の低下）が不可避である。
ディテクターの読み出しにはTFT液晶で培われた技術を応用した薄膜トランジスタ（TFT）アレイが使用される。検出された信号はADコンバータでデジタル信号に変換されてからコンピュータへ転送されて画像を形成する。画像は専用のフォーマットで記録される。

## 利点
動画と静止画の両方に対応可能。フィルムを使用しないので現像設備や廃液処理等が不要で消耗品の費用の節約が可能でデジタルデータを転送することで遠隔医療にも適用できる。撮影後、短時間で表示できる。データをデジタルデータとしてシームレスで保存できる。

## 欠点
従来のフィルム式と比較して初期投資がかかる。既存の設備がある場合にはX線照射装置は流用して撮影用のカセッテのみをフラットパネルディテクターに交換すれば使用できる。